# Famille Mavrocordato
La  famille Mavrocordato (ou Maurocordato, Mavrocordat, Mavrokordatos, Maurogordato ; grec moderne : Μαυροκορδάτος) est une famille phanariote, originaire de Chios, qui s'est illustrée dans l'Empire ottoman. Au service du Gouvernement Ottoman elle joua un rôle important dans les principautés de Moldavie et de Valachie au XVIIIe siècle puis en Grèce au XIXe siècle. La branche moldave de cette famille fut fondée par Alexandre Mavrocordato, diplomate et drogman de la Porte, qui négocia la paix de Karlowitz en 1699.
Le plus ancien Mavrocordato identifié est Nicolas, né à Chios en 1522. Son fils Laurentios, né à Chios en 1547, est le grand-père d'Alexandre.
Elena, épouse de Laurentios, appartenait à la famille génoise Giustiniani qui contrôlait la maona de l'Ile de Chios depuis 1362 (voir "Maona de Chios et Phocée").

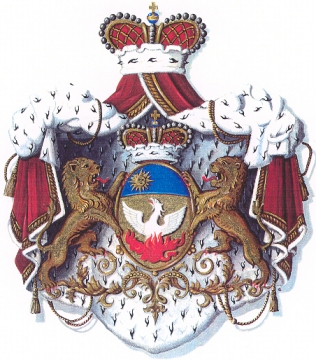
Armoiries des princes Mavrocordato.

## Descendance
- Alexandre Mavrocordato (1641 - 1709), Drogman
  - Nicolas Mavrocordato (1680-1730) fils d'Alexandre, Drogman
    - Constantin Mavrocordato (1712 - 1769) fils de Nicolas - despote (prince souverain) des deux Valachies et de Moldavie
      - Alexandre Ier Mavocordato Delibey fils de Constantin

    - Jean II Mavrocordato (1712-1747) fils de Nicolas
      - Alexandre II Mavrocordato Firaris fils de Jean II, Drogman

    - Alexandre mort en 1796 fils de Nicolas Mavrocordato demi-frère des précédents
      - Nicolas, mort en 1818, marié à Smaragda Caradja
        - Aléxandros Mavrokordátos (1791-1865), chef d'État grec
        - Ekaterini (1800-1871), femme de Spiridon Trikoupis

  - Jean Ier Mavrocordato (1684-1719) fils d'Alexandre, frère de Nicolas,  Drogman

## Pour approfondir